# Кашмиър
Кашмиър (на английски: Cashmere) е град в окръг Шълан, щата Вашингтон, САЩ. Кашмиър е с население от 2965 жители (2000) и обща площ от 2,4 km². Намира се на 241 m надморска височина. ЗИП кодът му е 98815, а телефонният му код е 509.